# Prêmio Quercus
Prémio Quercus é uma premiação criada em 2004 pela associação Quercus, com objetivo de prestigiar entidades, empresas, ou cidadãos, que se destaquem na defensa do natureza e promoção do desenvolvimento sustentável no mundo.

## Premiados
Lista dos premiados:
- 2004: Plataforma Nunca Mais, trabalho desenvolvido em sequência do desastre ocorrido com o petroleiro “Prestige”, em novembro de 2002, que contaminou de forma extensa o mar e a costa da Galiza, ameaçando também o território português.
- 2005: premiado Gonçalo Ribeiro Telles e José Sá Fernandes por defesa do ambiente e de um adequado ordenamento do território.
- 2006: Câmara da Chamusca e Gomes Pedro foram os distinguidos, respetivamente pela forma exemplar como desenvolveu o processo de participação pública na discussão da instalação de um CIRVER (Centro Integrado de Recuperação, Valorização e Eliminação de Resíduos Perigosos) e por toda uma vida dedicada ao estudo e preservação da flora, quer em Portugal, com um trabalho extenso desenvolvido sobre a vegetação da Arrábida, quer no continente africano.
- 2007: premiado o programa BIOSFERA, produzido para a RTP pela Farol de Ideias, pela forma como manteve as questões de ambiente em discussão ao longo de um período em que outros temas, nomeadamente económicos e sociais, ganhavam importância nos media portugueses.
- 2008: Junta de Freguesia da Ericeira foi premiada por demonstrar através de um conjunto alargado de projetos para a minimização dos problemas ambientais, juntamente com, a título póstumo, José Cardoso da Rocha (cirurgião-pediatra), por ter sido um dos pioneiros da Agricultura Biológica em Portugal.
- 2009: engenheiro silvicultor e arquiteto paisagista António Facco Viana Barreto foi premiado pela sua longa carreira dedicada ao ordenamento do território e por ter idealizar instrumentos jurídicos nesta área, juntamente com, a título póstumo, Veríssimo de Freitas da Silva Borges, Biólogo e ambientalista, pelo contributo de uma vida à causa ambiental (um dos mais activos dirigentes da Quercus), no contexto açoriano, uma das vozes mais insistentes na defesa dos valores ambientais.
- 2010: premiados Carlos Pimenta, engenheiro eletrotécnico, e Luísa Schmidt, socióloga e investigadora, o primeiro galardoado destacando-se na promoção da sustentabilidade durante sua passagem pela governação de Portugal, entre 1983 e 1987, como Secretário de Estado do Ambiente e, a segunda galardoada pela promoção da análise social acutilante das questões ambientais e da sustentabilidade, através de projetos de investigação e divulgação destas temáticas junto da sociedade portuguesa.
- 2011: Prémio Quercus foi atribuído ao Parque Biológico de Gaia e a Viriato Soromenho-Marques, o primeiro por quase 30 anos de trabalho em prol do Ambiente, nomeadamente ao nível da Educação Ambiental em Portugal e, o segundo pela intensa atividade ligada à defesa do ambiente que desenvolve desde 1978, destacando-se no seu percurso a coordenação científica do Programa Gulbenkian Ambiente.
- 2012: premiados Raimundo Quintal e a Herdade do Freixo do Meio, ex-aequo, o primeiro galardoado destacando-se por numerosos artigos nas áreas da Ecologia, Biogeografia e Educação Ambiental e por uma intervenção cívica em prol das questões ambientais e a segunda galardoada pelo seu desenvolvimento centrado no desempenho de funções sociais de forma compatível com o funcionamento do nosso planeta, onde se destacam as várias culturas que pratica em Modo de Produção Biológico.
- 2013: premiado Eugénio Sequeira, pela sua longa carreira como professor e investigador, onde se destaca o trabalho no combate à desertificação e na gestão responsável da Floresta, assim como pelo trabalho meritório que desenvolveu como dirigente associativo, sobretudo ao serviço da Liga para a Proteção da Natureza.
- 2014: premiado o Serviço de Proteção da Natureza e do Ambiente (SEPNA) da GNR, pelo trabalho realizado na prevenção, vigilância e deteção de incêndios florestais e outras agressões ambientais, assim como pela colaboração ativa em ações de formação, sensibilização, informação e educação em matéria ambiental.
- 2015: premiado Filipe Duarte Santos, professor catedrático de Física na Faculdade de Ciências da Universidade de Lisboa e que dedica sobretudo à investigação nas Ciências do Ambiente e em especial às Mudanças Globais e Alterações Climáticas, ex-aequo com o projeto Vale da Sarvinda, situado na zona o Tejo Internacional e que tem a ambição de fixar pessoas à terra, sendo auto-suficiente no que respeita à produção de alimento, energia e rendimento.
- 2016: o Prémio Quercus foi atribuído a Armindo Jacinto, Presidente do Executivo do Município de Idanha-a-Nova, pelo promoção do desenvolvimento social, económico e ambiental deste concelho e à AMO Portugal – Associação Mãos à Obra Portugal, herdeira da organização de base do Projeto Limpar Portugal, pela promoção de diversas iniciativas de voluntariado de âmbito nacional.
- 2017: premiado Nuno Gomes de Oliveira e o Movimento proTEJO, ex-Aequo, o primeiro galardoado destacando-se por quatro décadas de envolvimento em inúmeras questões e lutas pelo património natural e cultural e a autoria de vários projetos como o Parque Biológico de Gaia, e o segundo galardoado pelas diversas atividades desenvolvidas na defesa do rio Tejo e dos seus afluentes, incluindo de caráter institucional, de relação com as entidades competentes pelas políticas da água, de caráter científico, de caráter interventivo e de caráter mais lúdico.
- 2018: premiado José Manuel Caetano, pelo trabalho meritório que este tem realizado na área do Ambiente, e pela sensibilização e defesa das várias causas ambientais em que se tem envolvido, nomeadamente na liderança da Federação Portuguesa de Cicloturismo e Utilizadores de Bicicleta e da CPADA - Confederação Portuguesa das Associações de Defesa do Ambiente.